# Enigmatski zabavnik
Enigmatski zabavnik: list za sve vrste zagonetaka bio je hrvatski zagonetački list iz Zagreba. Jedan od prvih hrvatskih enigmatskih listova. Prvi broj izašao je 1929. godine. List je izlazio tjedno. Izdavač i glavni urednik bio je Vladimir Babić. ISSN je 2671-2334.